# 罗微
羅微（1983年5月23日—），北京人，中國跆拳道運動員。

## 生涯
羅微於1999年入讀北京什刹海体校接受跆拳道訓練，教练為姚强。同年，羅微入選北京队，當時她的教练為姚强。3年後，羅微成為國家隊成員之一，陳立人是羅微的教练。
羅微還是在北京隊時已經獲得了全国跆拳中的道冠军赛67公斤级亚军。入選國家隊後的首年先奪得了全国跆拳道锦标赛72公斤级冠军和及後的釜山亚运会中的67公斤级項目銅牌。
羅微在2003年世界跆拳道锦标赛72公斤级冠军，又在2004年贏得了全国跆拳道锦标赛72公斤级冠军以及雅典奧運女子中量級（67公斤）項目中的金牌，為中國摘下了第29面的金牌。
自2007年5月于世界跆拳道锦标赛夺得一枚铜牌后，羅微左腿被确诊为静脉血栓，亦因此只能在2008年的北京奥运会中成为陈中的替补。
2010年，傷癒複出的羅微獲得2010年廣州亞運會73公斤以下級跆拳道比賽冠軍。2012年，羅微逐漸淡出賽場，轉為承擔國家隊的教練工作。2013年起，任中山大学体育部副教授。